# زنجیر باران

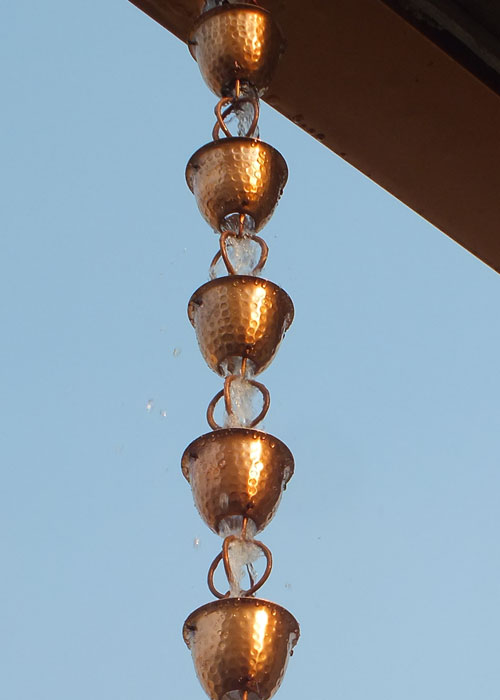
زنجیر باران با فنجان‌های مسی

زنجیر باران (ژاپنی: 鎖樋 , kusari-toi یا kusari-doi، به معنای واقعی کلمه "chain-gutter") جایگزینی برای ناودان هستند. آنها به‌طور گسترده در ژاپن استفاده می‌شوند. هدف آنها تا حد زیادی تزئینی است، ایجاد یک آب‌نما از انتقال آب باران از ناودان به سوی پایین به زهکشی یا ظرف ذخیره‌سازی. (آب باران گاهی برای مصارف خانگی جمع‌آوری می‌شود) آنها را می‌توان در معبدها نیز یافت.
زنجیرهای باران معمولاً یا مجموعه‌ای از فنجان‌های فلزی هستند که با زنجیر به هم متصل شده‌اند و در انتهای هر یک سوراخ دارند، یا زنجیره‌هایی هستند که به صورت عمودی می‌چرخند. رواناب باران از یک ناودان پشت بام از طریق زنجیره باران به پایین توزیع می‌شود.